# 加地尚武
加地 尚武（かじ なおたけ、1958年（昭和33年）11月4日 - ）は、日本のファンタジー作家。
愛媛県出身。同志社大学経済学部卒業。在学中は推理小説研究会に所属（当時のメンバーには有栖川有栖、黒崎緑、白峰良介らがいる）。

## 経歴
大学卒業後は創作活動からしばらく遠ざかるが、1995年（平成7年）からファンフィクションを書き始める。
2003年（平成15年）にライトノベル『福音の少年 ～Good News Boy～ 錬金術師の息子』で商業デビュー。同作品はもともとテレビアニメ『新世紀エヴァンゲリオン』にインスパイアされて1996年（平成8年）から1997年（平成9年）にわたって執筆されたファン・フィクション（二次創作物）のウェブ小説であった。

## 著作リスト

### 『福音の少年』シリーズ（福音の少年 〜Good News Boy〜）
- 『福音の少年 Good News Boy 錬金術師の息子』（ぺんぎん書房、2003年）
- 『福音の少年 Good News Boy 図書館のキス』（ぺんぎん書房、2004年）
- 『福音の少年 Good News Boy 歌う錬金術師』（ぺんぎん書房、2005年）
- 『福音の少年 Good News Boy 魔法使いの弟子』（徳間デュアル文庫、2007年）
- 『福音の少年 Good News Boy 闇の王子』（徳間デュアル文庫、2007年）
- 『福音の少年 Good News Boy 虹のウロボロス』（徳間デュアル文庫、2007年）
- 『福音の少年 Good News Boy 王立図書館十字軍』（徳間デュアル文庫、2007年）
- 『福音の少年 Good News Boy 放課後のアポストロス』（徳間デュアル文庫、2008年）
- 『福音の少年 Good News Boy 時の神に抗いて』（徳間デュアル文庫、2008年）
- 『福音の少年 Good News Boy 闇と光を統べるもの』（徳間デュアル文庫、2008年、最終巻）